# Раде Мићић
Раде Мићић (Београд, 1975) српски је џез гитариста и композитор.

## Биографија
Рођен је 9. октобра 1975. у Београду. Преселио се у Сједињене Америчке Државе 1995. године након што је добио стипендију на Музичком колеџу Беркли, где је студирао код Џорџа Гарцона, Џона Томаса и Боба Броокмајера. Тада је и Мик Гудрик постао његов ментор.
Године 2000. преселио се у Њујорк. Његов деби албум, Bridges (CTA, 2003), мешао је џез са балканском музиком. На његовом другом албуму, Serbia, појавио се џез трубач Том Харел.

## Дискографија
- Bridges (CTA, 2003)
- Serbia (CTA, 2006)
- 3 (CTA, 2010)
- Night Music (Whaling City Sound, 2016)
- Inspired (ArtistShare, 2016) са Џоном Аберкромбијем и Питером Бернштајном[2]